# La Noche Triste

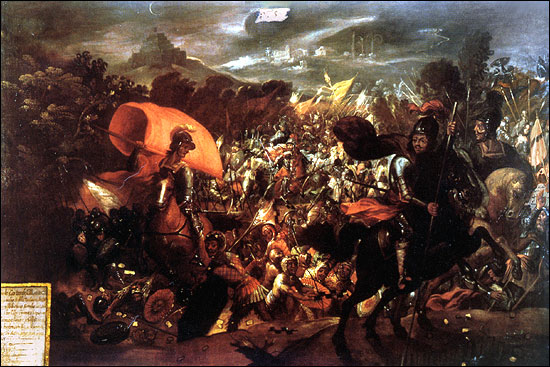
Họa phẩm Đêm Sầu Bi

La Noche Triste (Đêm Sầu Bi) là một sự kiện lịch sử quan trọng trong cuộc chinh phục Đế chế Aztec của người Tây Ban Nha vào đêm 30 tháng 5 đến sáng 01 tháng 6 năm 1520. Sự kiện này diễn ra khi Hernán Cortés cùng đội quân chinh phạt Tây Ban Nha của ông và các đồng minh bản địa đã bị đánh đuổi khỏi thủ đô Tenochtitlan của người Aztec trong đêm tối mịt mù. Người Tây Ban Nha và các đồng minh triệt thoái khỏi thành phố trong sự kiện này do sự thù địch ngày càng tăng của dân Aztec. Họ bị phát hiện trên đường chạy trốn và bị vây đánh với thương vong nặng nề. Một số người Tây Ban Nha mất mạng vì chết đuối, do mang quá nhiều vàng. Họ rút chạy về Tlacopan (nay là Tacuba) và tìm đường đến Tlaxcala để dưỡng thương và chuẩn bị cho đợt tấn công thứ hai vào Tenochtitlan.

## Bối cảnh
Trong thời gian Cortés vắng mặt không nắm quyền chỉ huy thì Pedro de Alvarado đã ra lệnh tàn sát trước các quý tộc và thầy tế Aztec đang tổ chức lễ hội trong ngôi đền chính của thành phố. Để trả đũa, người Aztec đã bao vây nơi ở của người Tây Ban Nha, nơi mà Moctezuma vẫn đang bị giam cầm. Vào thời điểm Cortés quay trở lại Tenochtitlan vào cuối tháng 6, người Aztec đã bầu ra một Tlatoani mới tên là Cuitláhuac. Cortés ra lệnh cho Moctezuma nói chuyện với người dân từ một sân thượng để thuyết phục họ ngừng chiến đấu và cho phép người Tây Ban Nha rời khỏi thành phố trong hòa bình. Tuy nhiên, người Aztec đã chế nhạo Moctezuma, ném đá và phi tiêu vào người ông ta. Theo lời kể của người Tây Ban Nha, vị hoàng đế này đã bị giết trong cuộc tấn công này dù rằng người Aztec cho biết chính người Tây Ban Nha đã thủ tiêu ông nhân sự kiện này.

## Diễn biến
Vào đêm ngày 1 tháng 7 năm 1520, một đạo quân số lượng lớn dưới sự chỉ huy của Cortez đã gói ghém hành trang, đem theo vàng bạc lặng lẽ rời khu nhà và tiến về phía tây khi mà cả thành phố dường như đang ngủ yên sau một cơn mưa, nhưng vô tình các Chiến binh Đại bàng đã phát giác và cảnh báo. Sau đó, những người khác hét lên báo động, đầu tiên là từ một người phụ nữ đang lấy nước, và sau đó là vị thầy tế Huītzilōpōchtli từ trên đỉnh một ngôi đền. Khi báo động vang lên, nhiều chiến binh Aztec xuất hiện và bắt đầu tấn công người Tây Ban Nha từ mọi hướng. Cuộc giao tranh diễn ra rất ác liệt. Người Tây Ban Nha phải khổ chiến trong cơn mưa tầm tã.
Bị số vàng mang theo và trang bị đè nặng, một số binh sĩ bị trượt chân, ngã xuống hồ và chết đuối. Giữa đội kỵ binh tiên phong, Cortés tiến lên phía trước và thoát đến vùng đất khô cằn tại Tacuba bỏ mặc đoàn tùy tùng tự chống đỡ gian nan. Cortés, Alvarado và những người mạnh nhất và giỏi nhất đã cố gắng chiến đấu để thoát khỏi Tenochtitlan, dù rằng tất cả họ đều đẫm máu và kiệt sức. Bản thân Cortés đã bị thương trong cuộc giao tranh. Tất cả pháo binh và chiến mã đều thiệt hại nặng. Cortés tuyên bố rằng 154 người Tây Ban Nha đã bị giết cùng với hơn 2.000 đồng minh bản địa. Thoan Cano, một nhân chứng khác của sự kiện này nói rằng 1.170 người Tây Ban Nha đã chết, nhưng con số này có lẽ vượt quá tổng số người Tây Ban Nha khi tham gia cuộc thám hiểm. Francisco López de Gómara, người không phải là nhân chứng, ước tính rằng 450 người Tây Ban Nha và 4.000 đồng minh đã chết. Diaz nói rằng người Tây Ban Nha đã phải hứng chịu cảnh sầu thảm với 860 binh sĩ thiệt mạng, bao gồm cả những người sau trận Otumba. 